# NGC 5002
NGC 5002 ist eine Balken-Spiralgalaxie vom Hubble-Typ SBm im Sternbild Jagdhunde am Nordsternhimmel. Sie ist schätzungsweise 49 Millionen Lichtjahre von der Milchstraße entfernt und hat einen Durchmesser von etwa 25.000 Lj.
Im selben Himmelsareal befinden sich u. a. die Galaxien NGC 5005, NGC 5014, NGC 5033.
Das Objekt wurde am 27. April 1865 von Heinrich Louis d’Arrest entdeckt.